# Broodboom (Moraceae)
De broodboom (Artocarpus altilis, synoniem: Artocarpus communis) is een plant uit de moerbeifamilie.
Het is een tot 30 m hoge, eenhuizige, in droge tijden bladverliezende boom, die verwant is aan de nangka (Artocarpus heterophyllus) en de tjampedak (Artocarpus integer).
De grote, verspreid staande bladeren zijn glanzend groen en bestaan uit vijf tot elf puntige lobben. Het blad is tot 90 × 50 cm groot en in omtrek eirond. De kleine bloemen groeien per geslacht gescheiden in bloeiwijzen in de bladoksels.
De vrucht van de broodboom wordt "broodvrucht" genoemd. De broodvrucht is een vruchtverband, dat zich uit de totale vrouwelijke bloeiwijze ontwikkelt. De ronde of eivormige vrucht heeft een diameter tot 30 cm en kan meer dan een kilogram wegen. De groene tot geelgroene, doffe schil is in onregelmatige, vier- tot zeszijdige velden verdeeld, die elk uit een bloem zijn ontstaan. Er bestaan fertiele zaadvormende rassen en steriele zaadloze rassen. De fertiele zaadvormende rassen dragen op ieder segment van de schil een, tot een centimeter lange, zachte, groene stekel. De bladeren van deze rassen zijn bijna tot aan de middennerf ingesneden. De vaker geteelde zaadloze types hebben vlakke, stekelloze segmenten en minder diep ingesneden bladeren. In jonge broodvruchten is het vruchtvlees vast, melig en sterk latexhoudend; rijpend wordt het schilferig-vezelig, sappig, zacht en uiteindelijk brijig. De vruchten zijn erg belangrijk als basisvoedsel in de tropen.

## Gebruik
De broodboom komt voor in Zuidoost-Azië en Polynesië. Wereldwijd wordt de broodboom in de tropen tussen beide 17e breedtegraden gekweekt.
De samengestelde vrucht van de broodboom, "broodvrucht" genoemd, is ongeveer zo groot als een grapefruit en bevat veel zetmeel. De smaak doet aan aardappels en vers brood denken. De zaden worden "broodnoten" genoemd. Een broodboom kan afhankelijk van de regio vijftig tot tweehonderd van zulke vruchten per jaar krijgen. De vrucht is daarom een basisvoedsel geworden voor de Polynesiërs, die de broodboom waarschijnlijk vanuit Nieuw-Guinea over hun gehele woongebied hebben verspreid, behalve naar Nieuw-Zeeland en Paaseiland, waar het voor de boom te koud is.
De eerste serieuze poging van Europeanen om de broodvrucht in exploitatie te nemen was de expeditie van kapitein William Bligh op de Bounty naar Tahiti in 1787, die als doel had om daar broodbomen op te kweken, ze te verzamelen en mee te brengen, voor verspreiding in de Engelse koloniën als goedkope voedingsbron voor slaven. Na vijf maanden op Tahiti werd de terugweg aanvaard met meer dan duizend broodboomplanten aan boord, die echter door de beruchte muiterij hun bestemming nooit bereikt hebben.
Beide typen rassen van de broodvrucht worden in Nederland op de markt gebracht. In toko's en op markten worden deze vruchten verkocht.